# 帕斯基夫卡
49°37′38″N 34°39′44″E / 49.62722°N 34.66222°E
帕斯基夫卡（烏克蘭語：Пасківка），是烏克蘭的村落，位於該國中部波爾塔瓦州，由波爾塔瓦區負責管轄，距離扎圖里涅2.5公里，海拔高度89米，2001年該村落人口218。